# Antrodia oleracea
Antrodia oleracea är en svampart som först beskrevs av R.W. Davidson & Lombard, och fick sitt nu gällande namn av Leif Ryvarden 1980. Antrodia oleracea ingår i släktet Antrodia och familjen Fomitopsidaceae.   Inga underarter finns listade i Catalogue of Life.